# 威斯卡西特
威斯卡西特（Wiscasset）位于美国缅因州南部，是林肯县的县治。
根据2000年美国人口普查，共有3,603人，其中白人占98%。